# Feira da Mata
Feira da Mata est une municipalité brésilienne de l'État de Bahia et la Microrégion de Bom Jesus da Lapa.